# Kanton Levet
Levet is een voormalig kanton van het Franse departement Cher. Het kanton maakte deel uit van het arrondissement Bourges. Het werd opgeheven bij decreet van 21 februari 2014 met uitwerking op 22 maart 2015.

## Gemeenten
Het kanton Levet omvatte de volgende gemeenten:
- Annoix
- Arçay
- Lapan
- Levet (hoofdplaats)
- Lissay-Lochy
- Plaimpied-Givaudins
- Saint-Caprais
- Saint-Just
- Sainte-Lunaise
- Senneçay
- Soye-en-Septaine
- Trouy
- Vorly